# Соловьёв, Георгий Петрович
Георгий Петрович Соловьёв (1926—1995) — советский и российский инженер-строитель. Специалист в области строительства мостов и тоннелей. Заслуженный строитель РСФСР, лауреат Ленинской премии (1962) и Государственной премии СССР (1989). Доктор технических наук, профессор.

## Биография
Родился в 1926 году. После окончания в 1948 году МИИТа работал в строительных организациях Министерства путей сообщения и министерства транспортного строительства. Занимался строительством крупных мостов. С 1962 года — главный инженер Главмостостроя Министерства транспортного строительства. С 1982 года — профессор кафедры «Основания и фундаменты» в МИИТе. В 1987—1995 годах заведовал этой кафедрой.
Член КПСС с 1955 года. В 1958 году получил учёную степень кандидата технических наук, защитив диссертацию на тему «Исследование применения сборного железобетона в объединённых пролётных строениях». В 1978 году получил учёную степень доктора технических наук, защитив диссертацию на тему «Организация работ по строительству мостов».

## Награды и звания
- Заслуженный строитель РСФСР[2]
- Ленинская премия (1962) — за разработку и внедрение в строительство бескессонных фундаментов глубокого заложения из сборного железобетона[1]
- Государственная премия СССР (1989) — за разработку гибкой (универсальной) технологии строительства автодорожных и городских мостов[4]

## Сочинения
- Сооружение опор моста через р. Обь. — М., 1964. (в соавторстве)
- Строительство железобетонных мостов в США. — М., 1971.
- Строительство металлических мостов в США. — М., 1971.
- Организация работ по строительству мостов. — М., 1978.
- Основания и фундаменты мостов : Справочник. — М., 1990. (в соавторстве)
- Основания и фундаменты транспортных сооружений : Учебник для вузов железнодорожного транспорта. — М., 1996. (в соавторстве)